# Huawei Mobile Services
Servicios Móviles de Huawei (en inglés: Huawei Mobile Services (HMS)) es un conjunto de servicios en forma de aplicaciones preinstaladas en los teléfonos móviles Huawei con el sistema operativo HarmonyOS y Android, que ofrece la empresa de electrónica china Huawei como competencia a los Servicios de Google para móviles, Apple Mobile Device Service y Servicios de Microsoft para móviles. 'Huawei Mobile Services' incluye aplicaciones como  AppGallery, Huawei Video, Huawei Music, petal search, petal maps, petal mail, Huawei Wallet, entre otras.

## Implantación y aplicaciones
En diciembre de 2019, Huawei presentó los Servicios de Huawei para móviles versión HMS 4.0. En marzo de 2020, HMS había sido utilizado por 400 millones de usuarios activos mensuales en 170 países.
En enero de 2020, HMS ofrecía más de 50.000 aplicaciones que habían sido integradas con el HMS Core. Su rival, GMS, tiene 3 millones de aplicaciones en la Play Store. Desde la 'AppGallery' de Huawei hubo 180 mil millones de descargas en 2019.

## Aplicaciones y servicios
Los Servicios de Huawei para móviles (HMS) incluyen las siguientes aplicaciones y servicios preinstalados:
- AppGallery (tienda de aplicaciones)
- Navegador Huawei (navegador de internet móvil)
- Huawei Mobile Cloud (servicios en la nube)
- Huawei Themes
- Huawei Music (servicio de música en streaming, y a la vez un reproductor de música)
- Huawei Video (servicio de series y películas en streaming, y a la vez un reproductor de vídeos)
- Huawei Reader (GPS)
- Celia (asistente virtual)
- Huawei GameCenter (Centro de Juegos de Huawei)
- Petal Mail (Servicio de correo electrónico gratuito proporcionado por Huawei, y a la vez una Cuenta de identificación de Huawei (HUAWEI ID))
- Petal Maps (Aplicación de cartografía web)
- Huawei Books (Lector y tienda de libros electrónicos de Huawei)
- Celia Keyboard (Teclado virtual desarrollado por Huawei)
- Petal Search (Motor de búsqueda web)
- Huawei Email (Cliente de correo electrónico desarrollado por Huawei)
- Huawei Weather (Aplicación meteorológica desarrollada por Huawei)
- Huawei Docs (Paquete de oficina desarrollado por Huawei)
- Huawei Drive (Sistema de almacenamiento nube o cloud computing de Huawei)
- Huawei Gallery (Servicio de alojamiento de imágenes y de intercambio)
- HUAWEI ID (Cuenta de identificación de Huawei)
- Huawei MeeTime (Llamadas multipropósito en cualquier momento en todo su esplendor)

### Huawei Quick Apps
Huawei Quick Apps es la alternativa del fabricante Huawei a Google Instant Apps.
Es una alternativa para incluir web HTML5 o AppNativas en Web directamente en tienda de AppGallery.